# Nero Wolfe vince la partita

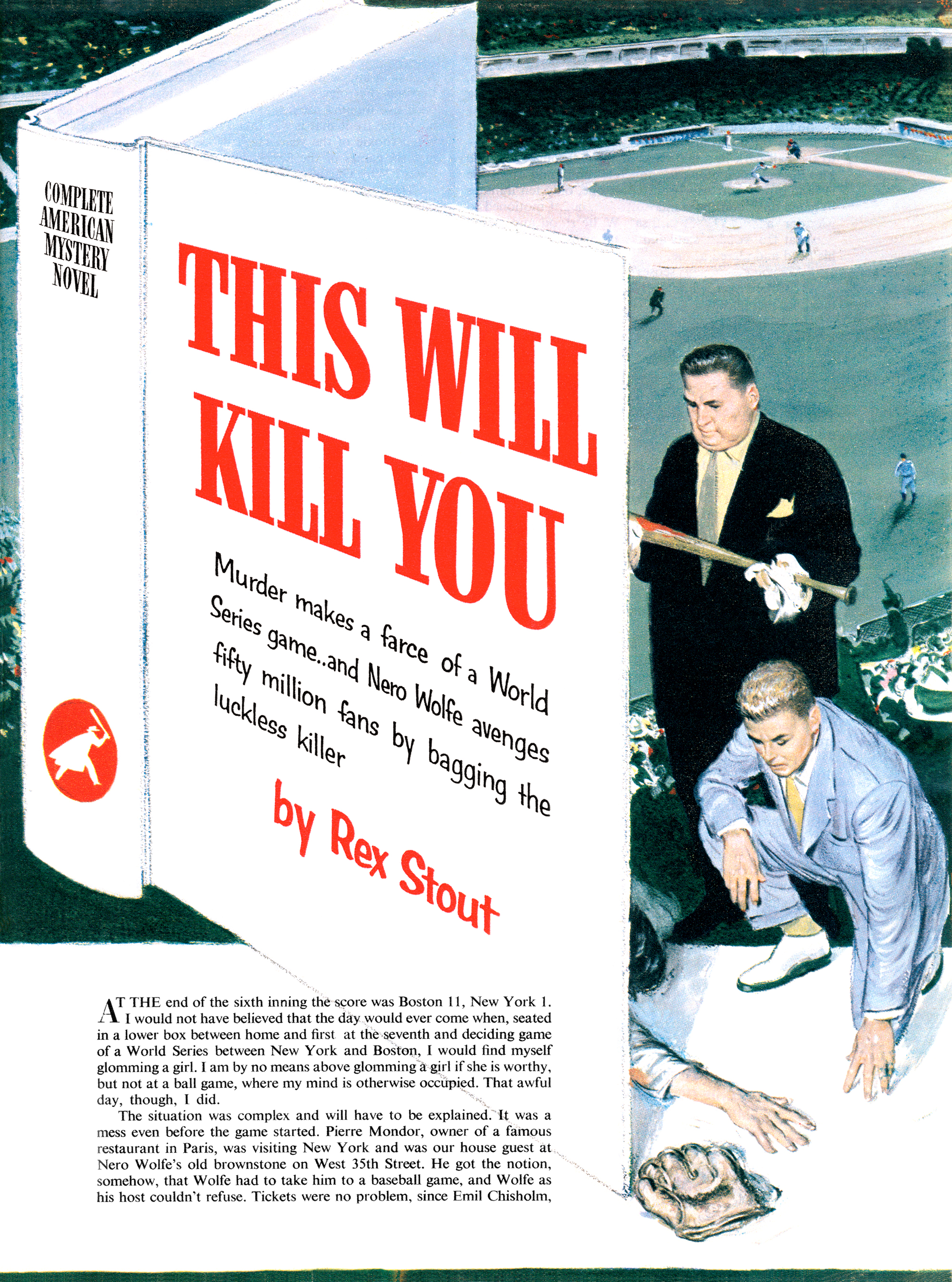
Copertina della prima pubblicazione su rivista con il titolo di This Will Kill You.

Nero Wolfe vince la partita (titolo originale This Won't Kill You), pubblicato in Italia anche con il titolo Morte di un campione è la diciottesima novella gialla di Rex Stout con Nero Wolfe protagonista.

## Storia editoriale
Il racconto fu pubblicato per la prima volta con il titolo di This Will Kill You nel numero di settembre 1952 sulla rivista The American Magazine e in formato libro nella raccolta Three Men Out nel 1954.

## Trama
Per fare un favore al grande cuoco Pierre Mondor, in vacanza negli Stati Uniti e suo ospite, Nero Wolfe accetta l'invito ad assistere alla finale delle World Series di baseball. Dopo la disfatta dei Giants si scopre che alcuni giocatori sono stati drogati - e si trova anche un cadavere chiuso negli spogliatoi. Archie va a caccia di indizi, ritrovandosi in una situazione pericolosa, e Wolfe risolverà il caso senza lasciare lo stadio.

### Personaggi principali
- Nero Wolfe: investigatore privato
- Archie Goodwin: assistente di Nero Wolfe e narratore di tutte le storie
- Pierre Mondor: proprietario del ristorante Mondor di Parigi
- Emil Chisholm: comproprietario dei Giants, squadra di baseball di New York
- Art Kinney: allenatore
- Horton Soffer: medico
- Beaky Durkin: cacciatore di campioni
- Nick Ferrone, Bill Moyse, Con Prentiss, Joe Eston, Nat Neill, Lew Baker: i Giants di New York
- Lila Moyse: moglie di Bill
- Dan Gale: zio di Lila
- Hennessy: ispettore della Squadra Omicidi di Manhattan Nord
- Skinner: alto commissario di polizia
- Megalech: procuratore distrettuale

## Critica
"This Won't Kill You (1952) è l'ultima novella pubblicata da Stout prima che nel 1953 inizi la sua serie di eccezionali lavori brevi degli anni '50. La sezione centrale, un'aggiunta gratuita che contiene violenza grossolana e sgradevole, danneggia il racconto, che altrimenti ha indizi e trama ben fatti. [...] Il metodo di Nero Wolfe per capire chi ha commesso il delitto è ben fatto. Il suo approccio è insolito: un tipo di indizio che non ricordo di aver visto in altri racconti. Un'eccezione: Stout usò un approccio simile nel suo successivo Blood Will Tell. Archie usa un modo rozzo e informale di descrivere gli eventi della partita di baseball (capitolo 1). Non è proprio slang, ma ci va vicino. Questa è una grande aggiunta all'atmosfera del racconto. È un ottimo risultato stilistico di uso della prosa. Le parole di Archie mostrano come molti americani pensavano e parlavano di baseball in quel periodo."
"Questa storia è traboccante di umorismo, azione, detection e grande dialogo. L'unico difetto in questa storia quasi perfetta è una sequenza di azione inutilmente melodrammatica (in maniera simile a quanto accade in Disguise for Murder) che allontana Archie dallo stadio. Una volta che ritorna da Wolfe al Polo Grounds il caso viene concluso in maniera soddisfacente. Umorismo di prima classe, narrazione eccellente, indizi leali e detection solida rendono questo uno dei migliori lavori di Stout. Nota: anche Ellery Queen scrisse una storia con tema le World Series, Man Bites Dog nel 1939. Ellery (il personaggio), come Archie, è un tifoso dei New York Giants. [...] La storia di Queen è intelligente, ma certamente non buona quanto quella di Stout."

## Edizioni
- Rex Stout, Morte di un campione, in "La polizia indaga", traduzione di Pico Tamburini, collana I Gabbiani, Vallecchi, 1958,  p. 521.
- Rex Stout, Nero Wolfe in le tre ragazze, traduzione di Laura Grimaldi, collana I romanzi brevi di Rex Stout (n. 7), Arnoldo Mondadori Editore, 1983,  p. 204.